# Кордильєра-Сентраль (Болівія)

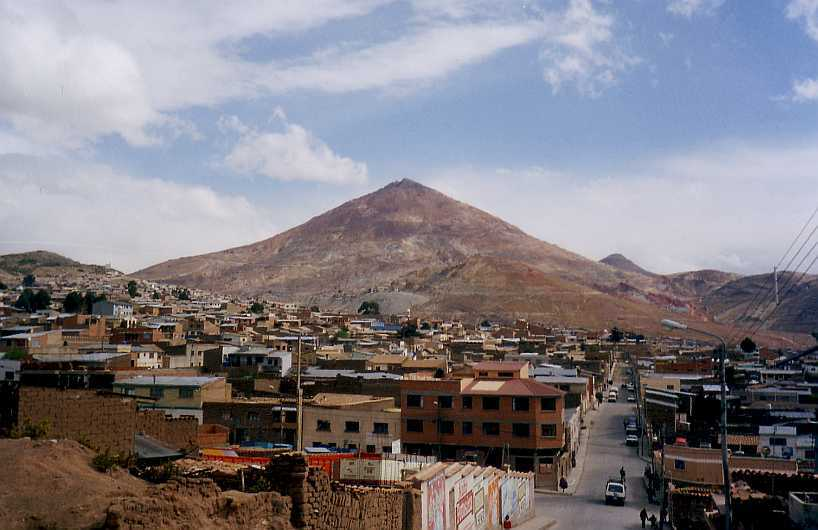
Місто Потосі і Серро-Ріко на задньому плані

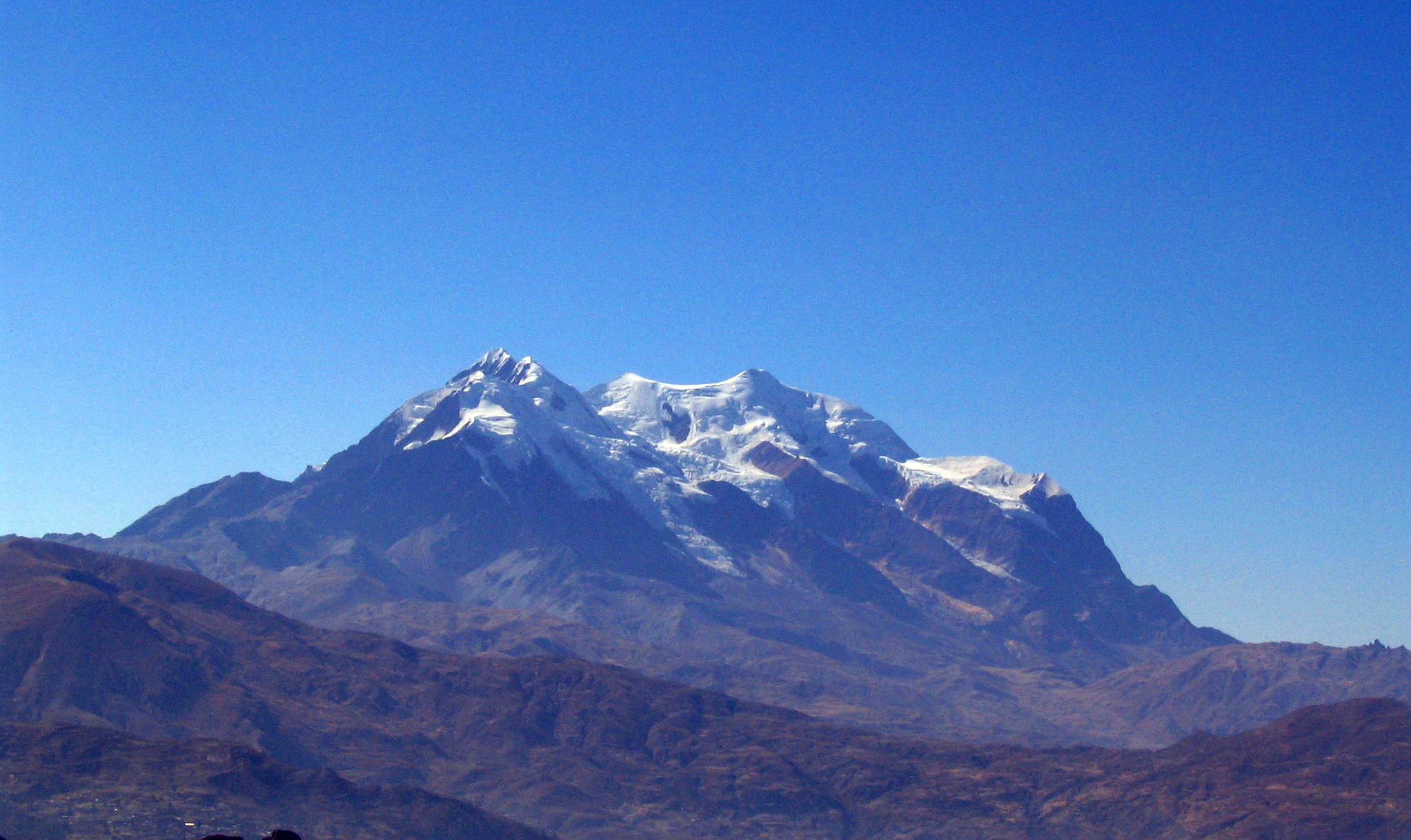
Гора Іїмані

Кордильєра-Сентраль (ісп. Cordillera Central) — гірський хребет в Болівії, що відділяє басейн озер Пуни від басейнів річок Амазонки і Парани та містить другий або третій за висотою пік Болівії — гору Анкоума. Цей хребет багатий мінеральними ресурсами та починається на півдні біля гори Чаупі-Орко на кордоні з Перу та закінчується на кордоні з Аргентиною. Зазвичай хребет поділяють на три секції:
- Північна (Septentrional, частина Кордильєри-Реаль) — розташована на схід від фактичної столиці країни міста Ла-Пас, в ній розташовані гори Чаупі-Орко, Іїмані, Іямпу, Аконума, Мурурата і Уана-Потосі, всі понад 6 000 м заввишки. Також тут, на горі Чакалтая, розташована найвища обсерваторія у світі та найвищі у світі лижні курорти.

- Центральна (Central) — розташована в центрі країни та містить гору Сумак-Орко та залізничну станцію Пасо-де-Кондор на висоті 4 288 м.

- Південна (Meridional) — розташована на півдні та характеризується найвищим рівнем мінералізації та великими покладинами олова. Нащвища вершина — гора Сапальєрі на кордоні з Аргентиною.